# Kningelthal
Kningelthal ist ein Ortsteil der Stadt Hennef (Sieg) im Rhein-Sieg-Kreis in Nordrhein-Westfalen. 

## Lage
Der Weiler liegt in einer Höhe von 120 bis 140 m ü. NHN auf den Hängen Bergischen Landes und des Nutscheid. Nachbarorte sind im Nordwesten Bödingen, im Süden Oberauel sowie in östlicher Richtung Niederhalberg und Berg.

## Geschichte
1910 gab es in Kningelthal die Haushalte Ackerer Johann, Peter und Wilhelm Brend, Ackerin Elisabeth Klein, Ackerer Peter Kremer, Tagelöhnerin Witwe Daniel Müller und Fabrikarbeiter Adolf Scheffler.
Bis zum 1. August 1969 gehörte die Ortschaft Kningelthal zur Gemeinde Lauthausen, im Rahmen der kommunalen Neugliederung des Raumes Bonn wurde Lauthausen, damit auch der Ort Kningelthal, der damals neuen amtsfreien Gemeinde „Hennef (Sieg)“ zugeordnet.

## Verkehrsanbindung und Infrastruktur
Kningelthal liegt an der Straße, die Oberauel mit Bödingen verbindet, und ist an das Busnetz der Stadt Hennef über die Linie 532 der RSVG angebunden. Diese verkehrt tagsüber an Werktagen stündlich, an Wochenenden und an Feiertagen alle zwei Stunden. Zusätzlich sind außerhalb der Schulferien auch spezielle Linien im Einsatz, um die Anbindung verschiedener Hennefer Schulen zu ermöglichen. Der nächstgelegene Bahnhof ist Blankenberg (Sieg) an der Siegstrecke, unterhalb von Stadt Blankenberg gelegen.
Der Ort verfügt über keine eigene Schule, sondern die nächstgelegene Grundschule befindet sich in Happerschoß. Auch eine eigene Kirche fehlt, der Ort gehört zur Pfarrgemeinde Bödingen.